# Bruce C. Ogilvie
Bruce Charles Ogilvie (* 1920 in Victoria (British Columbia); † 13. Juli 2003 in Los Gatos, Kalifornien) war einer der ersten amerikanischen angewandten Sportpsychologen. Er gilt als der "Vater der Nordamerikanischen angewandten Sportpsychologie".

## Leben
Nach der Highschool ging Ogilvie in die nahen USA, da sich Kanada bereits 1939 im Krieg mit Deutschland befand, die USA jedoch (noch) nicht. Er studierte an der katholischen University of San Francisco Psychologie bis zum Bachelor, ehe er an der Portland State University auch seinen Master in Psychologie machte. Dann diente er als Psychologe in der U.S. Army überwiegend in England. Nach Kriegsende blieb er in England, setzte seine Studien an der University of London fort, wo er 1954 mit einer sportpsychologischen Arbeit promoviert wurde und auch sein Anerkennungsjahr im Krankenhaus als Klinischer Psychologe machte. Er hatte sein Studium nicht nur durch den G. I. Bill finanziert, sondern auch als Berufsringer.
Nach der Rückkehr in die USA wurde er von der San José State University als Assistent Professor angestellt und nach und nach zum ordentlichen Professor für Psychologie mit dem Schwerpunkt Sportpsychologe befördert. Parallel hierzu arbeitete er als Sportpsychologe im Spitzensport und beriet neun Mannschaften der NBA, vier der NFL und sechs der MLB, hierunter die Los Angeles Lakers, die New York Mets, die Dallas Cowboys und die San Francisco 49ers. Zudem war er Sportpsychologe für das United States Olympic Committee von 1960 bis zu seinem Tod und arbeitete als Managementtrainer für die Industrie.

## Wissenschaftliche Bedeutung
Ogilvie war der erste klinische Psychologe, der unmittelbar mit Spitzensportlern arbeitete und über 250 Fälle behandeln konnte. Am bekanntesten wurde Ogilvie durch sein mit seinem Kollegen Thomas Tutko verfasstes Buch Problem Athletes and How to Handle Them. Die amerikanische Society for Sport, Exercise and Performance Psychology hat ihren jährlichen Preis für Professional Praxis seit 2004 in den Bruce Ogilvie Award for Professional Practice umbenannt.